# Sportowcy
Sportowcy – cykl obrazów olejnych polskiego artysty współczesnego Edwarda Dwurnika, powstałych w latach 1972-1992. Ze względu na kilka pomyłek autora obrazy noszą numery od 1 do 277, chociaż w rzeczywistości Dwurnik namalował ich 274. Seria ta przedstawia karykaturalny obraz Polski Ludowej.
Według zamierzeń artysty każdy tytuł obrazu (umieszczony w rogu płótna) ma, dzięki zestawieniu z tym, co przedstawia, wydźwięk ironiczny. W efekcie niewiele z obrazów cyklu rzeczywiście przedstawia sportowców, są to raczej ludzie różnych warstw społecznych i zawodów, czasami noszą tylko koszulki sportowe lub przyczepione numery zawodników sportowych. Pierwszy obraz nosi tytuł Po treningu (1972) i przedstawia mężczyzn myjących się w łaźni, jednak tytułowy trening odnosi się – według Dwurnika – do pracy w ówczesnych zakładach produkcyjnych. Inny obraz – Olimpiada rolnicza (1973) przedstawia mężczyzn z koszulkami sportowców, stojących przy traktorze i palących papierosy. Jedynym obrazem, który przedstawia sportowców, jest Meta (1976) – są to ustawieni na linii startu biegacze, którzy paląc papierosy czekają na początek wyścigu.
Inne obrazy w cyklu to np. Rzymskie ognie z 1982 (żołnierze ogrzewają się przy koksowniku), Prawiczki z 1974 (czekające na klientów prostytutki) czy Romantycy z 1972 (grupa robotników, z których jeden cierpi z powodu bolącego zęba).
Większość z obrazów cyklu znajduje się w prywatnych kolekcjach i muzeach. W 2011 roku ukazał się album Sportowcy, wydany przez niemieckiego kolekcjonera polskiej sztuki Osmana Djajadisastrę. W publikacji tej wszystkie obrazy zostały dokładnie skatalogowane i opisane w językach polskim i angielskim.